# The Brides of Fu Manchu
The Brides of Fu Manchu (Las novias de Fu-Manchú en España y Las 13 novias de Fu Manchú en Hispanoamérica) es una película de aventuras de 1966 dirigida por Don Sharp y protagonizada por Christopher Lee, Douglas Wilmer y Heinz Drache.
Es la secuela de la película The Face of Fu Manchu (1965). También fue el segundo filme, en el que Christopher Lee interpretó el papel de Fu-Manchú.

## Argumento
Un día Fu Manchú y su ejército secuestran a las hijas de doce eminantes científicos y las envían a una isla remota. En vez de pedir un rescate por ellas, Fu quiere que los padres de las chicas inventen un rayo mortal con el objetivo de dominar el mundo.
Sin embargo el enemigo más acérrimo de Fu, Nayland Smith de Scotland Yard, se cruzará en su camino para que esto nunca ocurra.

## Reparto
| Actor                  | Personaje                 |
| ---------------------- | ------------------------- |
| Christopher Lee        | Fu Manchu                 |
| Douglas Wilmer         | Nayland Smith             |
| Heinz Drache           | Franz Baumer              |
| Marie Versini          | Marie Lentz               |
| Howard Marion-Crawford | Doctor Petrie             |
| Tsai Chin              | Lin Tang                  |
| Rupert Davies          | Jules Merlin              |
| Kenneth Fortescue      | Sargento Spicer           |
| Joseph Fürst           | Otto Lentz                |
| Roger Hanin            | Inspector Pierre Grimaldi |
| Harald Leipnitz        | Nikki Sheldon             |

## Producción
Después del éxito de su primera película de Fu Manchú Harry Alan Towers decidió hacer una segunda película. Para ello escribió el guion de la novela The Bride of Fu Manchu. Como tuvo éxito su primer filme, Towers no tuvo problemas de reunir el dinero, la cual le fue dada por Constantin Film, mientras que Don Sharp iba otra vez a dirigirla al igual que Gert Wilden a hacer la música, Ernst Stewart estar frenta a la cámara y John Trumper hacer el montaje.
Una vez preprado todo se rodó la película en diferentes localidades en Londres. También el templo de Fu Manchú fue edificado allí, el cual en este largometraje fue más pomoso que en el anterior.

## Recepción
Hoy en día la película ha sido valorada en portales cinematográficos. En IMDb, por ejemplo, con aproximadamente 1400 votos registrados, el largometraje obtiene una media ponderada de 5,4 sobre 10. En cuanto a Rotten Tomatoes, los más de 100 votos registrados le dieron allí una valoración media de 2,7 de 5. Adicionalmente cabe destacar, que en La Vanguardia el 58 % de los usuarios registrados en ese periódico le dan a filme una valoración positiva.